# Sèrie de dades
Una sèrie de dades és un conjunt de valors, numèrics o no numèrics, generalment lligats a una seqüència temporal. Per exemple:
- sèrie de dades pluviomètriques diàries: aquestes dades són directament observades a les estacions pluviomètriques o meteorològiques, poden ser anomenades també sèries primàries;
- sèrie de dades pluviomètriques mensuals, es tracta d'una elaboració a partir de les dades primàries observades dia a dia a les estacions de mesurament;
- sèrie de resultats numèrics obtinguts en un assaig de laboratori, en aquest cas pot no tenir una relació seqüencial.

En el cas que estigui lligat a una sèrie temporal, se li denomina sèrie de temps.

## Exemple de sèrie de dades primàries

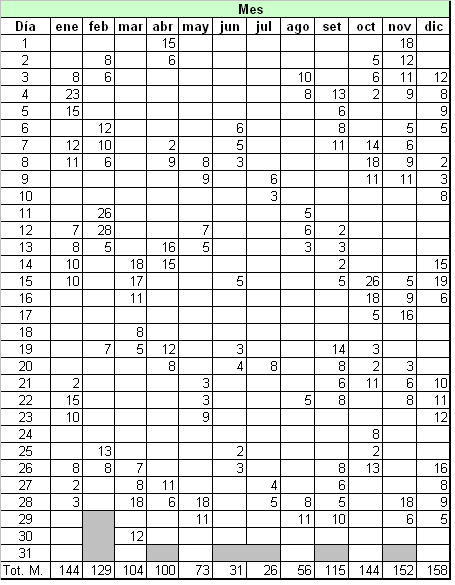
Exemple de sèrie de dades primària (Precipitacions diàries en una estació genèrica)

A la figura annexa es presenta un exemple de sèrie de dades primàries, consta de 365 números, i representa la sèrie de registres de precipitacions diàries durant tot un any en una estació pluviomètrica genèrica (en el cas particular, la unitat utilitzada és el mm).

## Exemple de sèrie de dades secundàries
De la sèrie anterior, es poden calcular els totals mensuals, per a aquest cas són:
144; 129; 104; 100; 73; 31; 26; 56; 115; 144; 152; 158
el que constitueix una sèrie de dades secundàries, que per a l'exemple considerat, són les precipitacions mensuals a l'estació pluviomètrica l'any considerat.

## Característiques d'una sèrie de dades numèriques
Les principals característiques estadístiques d'una sèrie de dades numèriques són:
- Mitjana; en l'exemple considerat mitjana anual de precipitacions diàries

{\displaystyle M_{d}=\sum _{i=1}^{365}{\frac {p_{i}}{365}}}
on
{\displaystyle M_{d}} = mitjana diària anual en mm.
{\displaystyle p_{i}} = precipitació del dia i en mm.

per al cas considerat en l'exemple seria:
{\displaystyle M_{d}={\frac {1323}{365}}=3.38} mm/dia
- Desviació estàndard "{\displaystyle \sigma }"

{\displaystyle \sigma ={\sqrt {{\frac {1}{365}}\sum _{i=1}^{365}(p_{i}-M_{d})^{2}}}}